# Shao Yong
Dans ce nom, le nom de famille, Shao, précède le nom personnel Yong.
Shao Yong (chinois : 邵雍 ; pinyin : Shào Yōng ; Wade : Shao Yung) (1011–1077), prénom social Yaofu (堯夫), appelé Shào Kāngjié (邵康节) après sa mort, est un philosophe chinois, cosmologue, poète et historien de la période de la dynastie Song qui a largement influencé le développement du néoconfucianisme en Chine.
Shao est considéré comme un des hommes les plus cultivés de son époque. Contrairement à la plupart des hommes de son statut social, Shao évite d'occuper une fonction gouvernementale durant toute sa vie, mais son influence n'en est pas moins substantielle. Il écrit un traité important en cosmologie, le Huangji Jingshi (皇極經世).
Shao Yong est aussi connu grâce à ses poésies et à son intérêt pour le jeu de go. Il a écrit une Ode à la contemplation du go (觀棋長吟), ainsi qu'une Grande ode à la contemplation du go (觀棋大吟), laquelle est l'un des plus longs poèmes chinois classiques qui soit connu.